# Taurus-Kontroverse

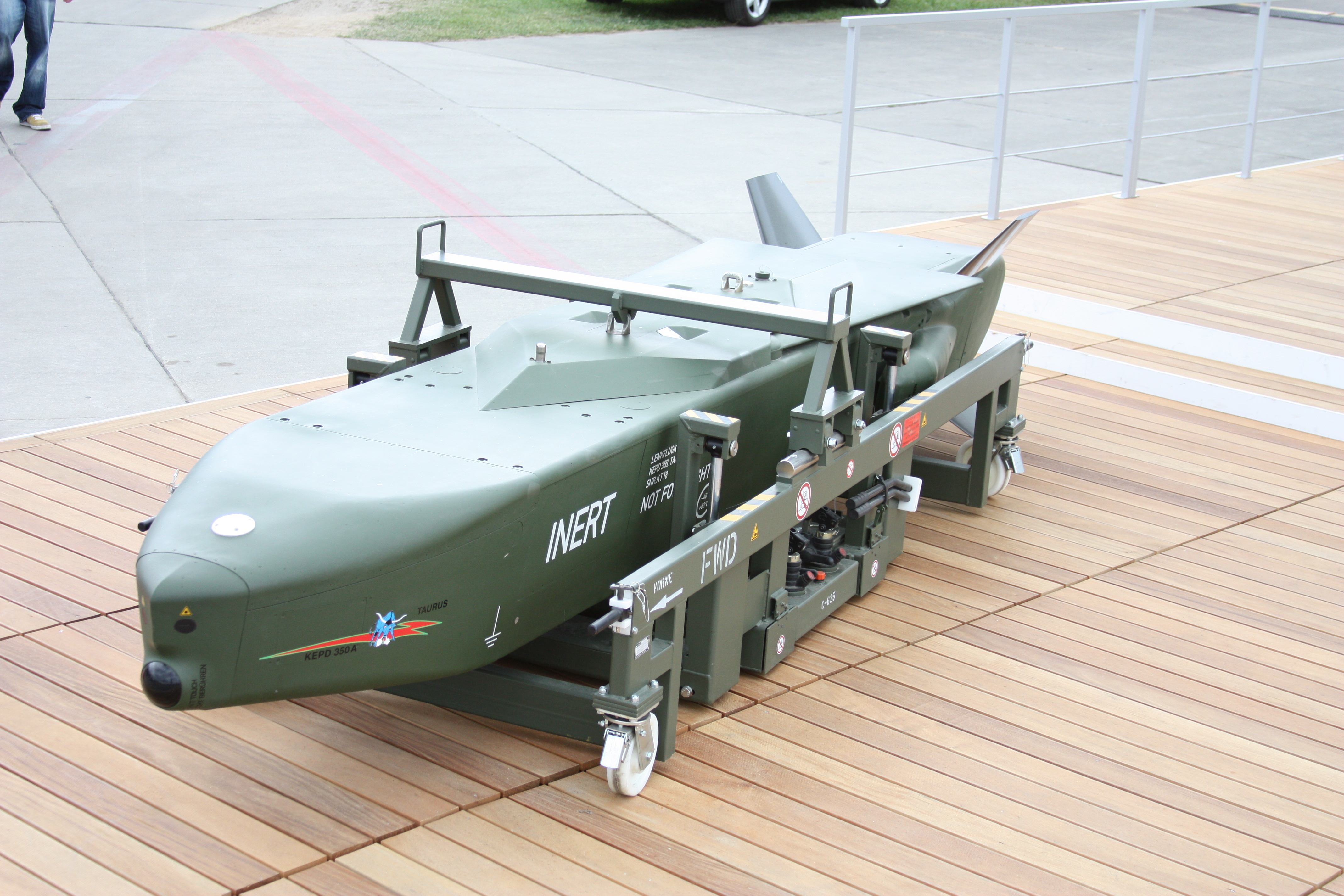
Marschflugkörper Taurus KEPD-350

Taurus-Kontroverse bezeichnet die seit Sommer 2023 geführte politische Diskussion über die Lieferung von Marschflugkörpern der Bundeswehr des Typs Taurus an die Ukraine. Nach dem russischen Überfall auf die Ukraine seit 2022 bat die ukrainische Regierung Deutschland 2023 darum, die deutsch-schwedischen Luft-Boden-Marschflugkörper zu liefern.
Die Regierung und das Parlament sowie befragte Teile der Bevölkerung sprachen sich im Frühjahr 2024 mehrheitlich gegen die Lieferung der Taurus an die Ukraine aus.

## Hintergrund
Den ukrainischen Kräften mangelte es nach ihrer Einschätzung an der Fähigkeit, Versorgungslinien, Führungseinrichtungen und die logistischen Strukturen der russischen Streitkräfte gezielt anzugreifen, um die Grundlage für das Vortragen militärischer Offensiven zu schaffen. Folgerichtig bat die Regierung der Ukraine, abstandsfähige Präzisionsbewaffnung zu erhalten und erbat insbesondere Deutschland im Mai 2023 eine Lieferung des Taurus-Marschflugkörpers.
Parallel hatte die Ukraine vergleichbare Marschflugkörper vom Typ Storm Shadow/SCALP von Großbritannien und Frankreich erhalten. Bereits im Oktober 2022 wurde bekannt, dass Großbritannien eine Lieferung der Storm Shadow in Betracht ziehe.  Im Mai 2023 lieferte Großbritannien Storm Shadows an die Ukraine; schon wenige Tage später wurden diese gegen Ziele in den besetzten Gebieten eingesetzt. Am 11. Juli 2023 kündigte die französische Regierung ein neues Waffenpaket für die Ukraine an; dies umfasste auch die Lieferung von Marschflugkörpern des Typs SCALP-EG. In Zusammenhang mit der Kontroverse um die Lieferung des Taurus-Marschflugkörpers wurde über die mögliche Kontrolle von Frankreich und Großbritannien über die gelieferten SCALP bzw. Storm Shadow diskutiert. Bundeskanzler Olaf Scholz erklärte im Hinblick auf ähnliche Waffensysteme: „was an Zielsteuerung und an Begleitung der Zielsteuerung vonseiten der Briten und Franzosen gemacht wird, kann in Deutschland nicht gemacht werden.“ Das britische Verteidigungsministerium widersprach: „Der Einsatz von Storm Shadow und der Prozess der Zielauswahl sind Sache der ukrainischen Streitkräfte“.  Auf der anderen Seite bestätigten britische Stellen, dass es dort eine geringe Zahl an Mitarbeitern gebe, welche die ukrainischen Streitkräfte unterstützen. Ob daher Großbritannien und Frankreich irgendeinen Art Einfluss über die Zielauswahl haben, unterliegt der Geheimhaltung. Am 23. September 2023 entschied auch die amerikanische Regierung, die bereits länger gestellte Bitte der Regierung der Ukraine zu erfüllen, der Ukraine Kurzstreckenraketen vom Typ ATACMS zur Verfügung zu stellen.

## Politische  Positionen
Olaf Scholz (SPD) sprach sich kategorisch gegen die Lieferung der Taurus an die Ukraine aus, da dies eine Eskalation des Konflikts darstellen könne. Man könne damit als Kriegspartei in den Krieg hineingezogen werden, insbesondere weil die Taurus eine Reichweite habe, die tief ins russische Territorium (einschließlich Moskau) reiche und nur mit Bundeswehrsoldaten vor Ort eine Einschränkung zu erreichen sei.
Teile der SPD lehnen wie der Kanzler eine Lieferung ab; Politiker der Grünen und der FDP sowie Teile der SPD fordern sie.
Von der Opposition lehnen die AfD und die Linke die Lieferung ab, während Politiker der Unionsparteien zustimmen.
Das Verteidigungsministerium ließ Mitte 2023 prüfen, ob eine Reichweitenbegrenzung technisch möglich sei.
Im März 2024 befürwortete Altbundespräsident Joachim Gauck die Lieferung.

### Stimmen gegen die Taurus-Lieferung
Im Bundestag stimmten die Regierungsfraktionen (SPD, FDP, Grüne) am 17. Januar 2024 gegen die Lieferung, obwohl die Letzteren sich in der vorausgegangenen Debatte dafür ausgesprochen hatten. Das Vorgehen, Anträge einer Oppositionsfraktion grundsätzlich abzulehnen, ist jedoch im deutschen politischen System über alle Parteigrenzen hinweg und sowohl auf Bundes- als auch auf Landesebene üblich.
Wenige Tage später begründete Bundeskanzler Scholz seine ablehnende Haltung damit, Deutschland dürfe mit den Zielen, die dieses System erreiche, „an keiner Stelle und an keinem Ort“ verknüpft sein. Einige würden nicht in Betracht ziehen, ob es durch eine Lieferung zu einer Kriegsbeteiligung kommen könnte. Was vonseiten der Briten und Franzosen bei ihren bereits gelieferten Systemen in Bezug auf Zielsteuerung gemacht werde, könne in Deutschland nicht gemacht werden.
Rolf Mützenich, der Vorsitzende der SPD-Bundestagsfraktion, zeigte Unverständnis für die Empörung über den behaupteten Geheimnisverrat des Kanzlers. Er sagte: „Wir wissen doch seit Monaten, auch aus Veröffentlichungen aus britischen Medien, dass offensichtlich auch vielleicht britische Soldaten in der Ukraine für das dort gelieferte Waffensystem sind. […] Da wird mittlerweile auch ein Popanz aufgebaut.“ Scholz konkretisierte Ende Februar 2024 hingegen, dass er auch ein Restrisiko vermeiden wolle, weil die Waffe, „wenn sie falsch eingesetzt wird, ein konkretes Ziel irgendwo in Moskau erreichen kann.“
In einer Umfrage Anfang März 2024 lehnte eine Mehrheit der teilnehmenden Deutschen die Taurus-Lieferungen ab: 61 % sprachen sich dagegen aus. Dies war ein Anstieg von neun Prozentpunkten seit August 2023. Laut Politbarometer befürworteten nur noch 29 % Taurus-Lieferungen.
Scholz blieb auch bei seiner entschiedenen Ablehnung zu Taurus-Lieferungen, als die USA, Frankreich und das Vereinigte Königreich vergleichbare Waffen nicht nur lieferten, sondern der Ukraine im November 2024 auch erlaubten, sie gegen militärische Ziele auf russischen Staatsgebiet einzusetzen. Scholz erklärte seine entschiedene Ablehnung zu einer Lieferung mit dem Umstand, dass Deutschland sich angeblich an der Zielsteuerung beteiligen müsste und somit „mitverantwortlich“ wäre, was Scholz eigener Aussage zufolge „nicht verantworten kann und auch nicht will.“ Scholz vertrat mit seiner Ablehnung laut einer im selben Monat durchgeführten repräsentativen Umfrage (ARD-Deutschlandtrend bzw. Infratest dimap) die Mehrheitsmeinung der Deutschen; 61 % der Befragten sprachen sich gegen die Lieferung von Taurus aus.
Am 30. Januar 2025 stellte die Gruppe des BSW im Bundestag den Antrag, der Ukraine die Lieferung des Taurus zu verweigern. Der Antrag wurde an den Auswärtigen Ausschuss verwiesen.

### Stimmen für die Taurus-Lieferung
Am 21. Februar 2024 stimmten die Vorsitzende des Verteidigungsausschusses, Marie-Agnes Strack-Zimmermann, und Bundestagsvizepräsident sowie Parteivizevorsitzender Wolfgang Kubicki (FDP) als einzige Koalitionsabgeordnete für einen Antrag der Unionsfraktion, in dem Bundeskanzler Scholz aufgefordert wurde, der Ukraine den Taurus zu liefern. Der Antrag scheiterte an den Gegenstimmen der Ampelkoalition. Am 12. März 2024 drohte die Unionsfraktion Scholz mit einem Untersuchungsausschuss.
Der Kanzler wurde von verschiedenen Seiten, z. B. dem ehemaligen britischen Verteidigungsminister Ben Wallace, dem französischen Sicherheitsexperten François Heisbourg oder dem CDU-Politiker Norbert Röttgen für unverantwortlichen Umgang mit Geheimdienstinformationen kritisiert. Die britische Regierung widersprach unter anderem der Darstellung des Kanzlers, Großbritannien beteilige sich direkt am Einsatz. Einsatz und Zielauswahl von Storm Shadow seien „Sache der ukrainischen Streitkräfte“.
Der Sicherheitsexperte Gustav Gressel vom European Council on Foreign Relations befand die Argumentation des Bundeskanzlers der zwingenden Beteiligung der Bundeswehr für nicht schlüssig. Für die Einführung des Waffensystems wäre der Hersteller und nicht die Bundeswehr zuständig. So sei das auch beim Export nach Südkorea abgelaufen.
Der Politikwissenschaftler Thomas Jäger vermutete, dass sich Scholz der widerlegten Tragfähigkeit seiner Argumentation bewusst sei und er etwas wisse, was er der Öffentlichkeit nicht erklären könne oder wolle. Christian Mölling, stellvertretender Direktor der Deutschen Gesellschaft für Auswärtige Politik, vermutete hinter der Ablehnung des Kanzlers mangelndes Vertrauen in die Ukraine, dass diese sich an Absprachen bei der Zielauswahl halte. Ende März 2024 übten fünf Historiker in der SPD öffentlich Kritik an der Weigerung des Kanzlers.
Am 13. September 2024 forderte auch der neue Vorsitzende des Verteidigungsausschusses, Marcus Faber (FDP), Bundeskanzler Scholz auf, seine Verweigerungshaltung gegenüber der Ukraine aufzugeben. Die Unionsparteien schlossen sich Fabers Forderung an.
Ende September 2024 sagte die deutsche Politikwissenschaftlerin Claudia Major, dass Scholz’ Aussage, weiterhin der Ukraine „keine Freigabe für den Einsatz bestimmter deutscher Waffen auf russischem Gebiet“ geben zu wollen, „sehr irritierend“ sei, da bisher immer das Leitmotiv gewesen sei, dass Deutschland im Verbund mit seinen Partnern handle. Diese hätten sich aber bisher zu dem von Selenskyj vorgelegten Friedensplan noch überhaupt nicht geäußert. Zudem gebe man „ohne Not ein Druckmittel auf Russland aus der Hand“. Es sei „nicht nachvollziehbar, warum wir uns selber rote Linien setzen, während Russland immer weiter eskaliert“. Selbst das Setzen eigener Grenzen seitens der westlichen Staaten habe Russland bislang nicht an der Eskalation gehindert.
Am 13. Oktober 2024 sprach sich der CDU-Vorsitzende Friedrich Merz dafür aus, im Fall weiterer russischer Bombardierung zunächst die Reichweitenbegrenzung für Marschflugkörper aufzuheben und als zweite Stufe den Typ Taurus an die Ukraine zu liefern; so habe Putin die Entscheidung über eine weitere Eskalation. Laut Merz fehle der Bundesregierung von Kanzler Scholz eine strategische Betrachtung der Möglichkeiten. Ferner warf Merz der Ampelkoalition vor, Putin über alle Details Bescheid wissen zu lassen, einschließlich der öffentlichen Bekanntgabe regierungsinterner Meinungsverschiedenheiten. Über die Taurus-Lieferung müsse europäisch entschieden werden.
Am Tag nach dem Bruch der Ampelkoalition am 6. November 2024 behauptete der vormalige Finanzminister Christian Lindner (FDP), er sei von Scholz entlassen worden, nachdem er sich im Koalitionsausschuss für die Taurus-Lieferung an die Ukraine ausgesprochen habe. Scholz hingegen verwies darauf, Lindner wollte dies auf Kosten eines Sozialabbaus veranlassen. Mitte November 2024 befürworteten auch Teile der FDP und der Grünen die Lieferung, die FDP erwägt eine weitere Bundestagsdebatte noch vor der Bundestagswahl 2025. Am 16. Dezember 2024 verlor Scholz die Vertrauensfrage im Bundestag. Am 27. Dezember 2024 löste Bundespräsident Frank-Walter Steinmeier (SPD) den 20. Deutschen Bundestag auf und ermöglichte die vorgezogene Neuwahl zum 21. Bundestag am 23. Februar 2025.

### Ukrainische Stimmen
Die Ukraine hatte Deutschland im Mai 2023 erstmals offiziell um die Lieferung von Taurus-Marschflugkörpern gebeten und das Ersuchen seither mehrmals erfolglos wiederholt.

### Russische Stimmen
Die Staatsduma veröffentlichte im März 2024 ein Statement, in der es eine mögliche Lieferung von Taurus an die Ukraine als Verletzung des Zwei-plus-Vier-Vertrags, in dem sich Deutschland dem Frieden verpflichtet, einordnet. Die Duma appellierte an den Bundestag, einer Lieferung von Taurus an die Ukraine nicht zuzustimmen, und warnte vor einer Ausweitung des militärischen Konflikts, sollte Deutschland die Taurus-Marschflugkörper an die Ukraine liefern.
Putin behauptete hingegen, eine mögliche Lieferung ändere auf dem Schlachtfeld nichts, und kommentierte entsprechende Pläne mit „Sie versuchen, uns einzuschüchtern“. Am 4. März 2025 bedrohte Putins Vertrauter Wladimir Solowjow Deutschland für den Fall der Lieferung mit der „Tilgung vom Erdboden“.
Die Außenamtssprecherin Maria Sacharowa bezeichnete am 17. April 2025 jeden Einsatz von Taurus-Marschflugkörpern gegen russische Ziele als „direkte Beteiligung“ Deutschlands am Ukraine-Krieg, „mit allen Konsequenzen, die das mit sich bringt“. Es sei für Merz „wichtig zu verstehen“, dass der Einsatz der Taurus-Marschflugkörper nur mit Bundeswehrsoldaten vor Ort möglich sei.

### Stimmen aus weiteren Ländern
Ende Juni 2024 forderte der ehemalige Generalsekretär der NATO, Anders Fogh Rasmussen, Olaf Scholz auf, den Taurus schnellstmöglich an die Ukraine zu liefern. Weiteres Zögern würde Scholz nicht zum „Friedenskanzler“, sondern zu einem „Kanzler des ewigen Krieges“ machen.
Mitte September 2024 erhoben der ehemalige britische Premierminister Boris Johnson und zahlreiche Teilnehmer einer Sicherheitskonferenz in Kiew erfolglos die gleiche Forderung an Scholz, der die Taurus-Lieferung auch im Oktober 2024 weiter blockierte.
Am 23. November 2024 appellierte die Präsidentin des Europaparlaments, Roberta Metsola, erfolglos an die deutsche Regierung, Taurus an die Ukraine zu liefern. Russland eskaliere den Krieg weiter, die bedrängte Ukraine könne nicht ewig warten und im EU-Parlament gebe es eine breite Unterstützung für diese Position. Auch CDU, FDP und Grüne hatten Metsolas Haltung geteilt.

## Taurus-Abhörfall
Am 19. Februar 2024 wurde ein vertrauliches Gespräch zum Thema Taurus und dessen möglichem Einsatz zwischen ranghohen deutschen Offizieren, mutmaßlich von Russland, abgehört und Anfang März 2024 in russischen Medien veröffentlicht. Zu den mutmaßlich als Verschlusssache und Staatsgeheimnis zu betrachtenden Inhalten zählten Details zu Fähigkeiten des Flugkörpers wie Flughöhen, Vorbereitungszeit eines Einsatzes, Ausbildungsmöglichkeiten und -dauer der ukrainischen Streitkräfte, die Montage des Taurus an ukrainischen Suchoi-Flugzeugen, die Zielprogrammierung, dazu als mögliche Ziele russische Munitionsdepots und die Krim-Brücke sowie die Auslagerung der Zuarbeit bei der Zielprogrammierung auf die Rüstungsfirma MBDA Deutschland. Die Teilnehmer sprachen auch über das von Briten und Franzosen gelieferte System Storm Shadow/SCALP und die dortige Zusammenarbeit mit den Ukrainern sowie über die Anzahl der einsatzbereiten ukrainischen Trägerflugzeuge. In der Telefonkonferenz wurde auch angedeutet, dass sich britisches und US-Personal in der Ukraine befinde: Sie hätten „mehrere Leute vor Ort“, so Gerhartz. Weiterhin widersprechen manche Gesprächsinhalte der Begründung von Olaf Scholz, es würden keine Taurus geliefert, weil dafür der Einsatz deutscher Soldaten in die Ukraine erforderlich sei. Im April 2024 widersprach auch der Chef des Rüstungskonzerns Airbus Defence and Space, Michael Schöllhorn, dieser Behauptung des Kanzlers.

## Möglicher Ringtausch mit dem Vereinigten Königreich
Am 9. März 2024 brachte der damalige Außenminister des Vereinigten Königreichs, David Cameron, die Idee eines Ringtausches in die Debatte. Bei einem solchen Tausch würde Deutschland Taurus-Marschflugkörper an Großbritannien und dieses wiederum Storm-Shadow-Marschflugkörper an die Ukraine liefern. Deutschland könnte die Ukraine damit indirekt unterstützen, ohne dass Taurus-Marschflugkörper mit ihrer hohen Reichweite ins Kriegsgebiet geliefert würden.
Die Unionsfraktion im Bundestag sah die Ringtausch-Idee skeptisch. Am besten wäre es, Großbritannien würde sein eigenes System an die Ukraine liefern und Deutschland Taurus-Marschflugkörper, sagte der verteidigungspolitische Sprecher der CDU/CSU-Bundestagsfraktion, Florian Hahn. Während Außenministerin Annalena Baerbock am 10. März erklärte, dies sei eine Option, lehnte SPD-Chef Lars Klingbeil eine Debatte über einen Taurus-Ringtausch ab.

## Politische Willensbildung im Bundestag

### Sondersitzung des Verteidigungsausschusses
Am 11. März 2024 trat der Verteidigungsausschuss zu Sitzungen zusammen, Thema waren zum einen der in Russland veröffentlichte Mitschnitt der ungesicherten Schaltkonferenz hoher Luftwaffenoffiziere zum Taurus und zum anderen eine mögliche Lieferung von Taurus-Marschflugkörper. Im geheimen Teil der Sitzung teilte Generalinspekteur der Bundeswehr Carsten Breuer den Abgeordneten mit, dass der Einsatz des Taurus komplizierter ist als von vielen angenommen, und erläuterte das technische und operative Verfahren der Zieldatenplanung. Dabei handelt es sich um große und komplexe Datenmengen, die von speziellen technischen Systemen aufbereitet werden müssen. Diese technischen Systeme seien aber nur in begrenztem Umfang vorhanden, der Taurus sei eine der „wirkmächtigsten Waffen“, mit „quasi strategischen Fähigkeiten“. Die Weitergabe würde die Landesverteidigung gefährden. Manchen Abgeordneten seien die „Kinnladen heruntergeklappt“. Eine mit dem Vorgang vertraute Person berichtete, nach Breuers Vortrag sei erst mal Stille im Raum gewesen. Selbst diejenigen, die sonst laut Forderungen stellen, hätten keine Fragen mehr gehabt. Der Militärexperte und ehemalige Oberst der Bundeswehr, Ralph Thiele, bestätigte: „Tatsächlich geht es bei der Taurus-Lieferung nicht nur um die Bereitstellung von Datenbanken, sondern auch um technologisches Spezialgerät zur Programmierung des Taurus, das Deutschland dann für die eigene Verteidigungsfähigkeit fehlt.“
Aufgrund der Mitteilung dieses internen Berichts von Breuer an die Presse kündigte die Vorsitzende Strack-Zimmermann staatsanwaltliche Ermittlungen wegen Geheimnisverrats an.
Am Freitag, den 15. März 2024, bestätigte sie das Vorliegen einer Anzeige. Am selben Tag hatte sie Parlamentspräsidentin Bärbel Bas gebeten, eine „Ermächtigung zur Strafverfolgung wegen Verletzung des Dienstgeheimnisses und einer besonderen Geheimhaltungspflicht“ zu erteilen.

### Abstimmungen im Bundestag
Im Januar 2024 lehnte der Bundestag erstmals einen von den Unionsparteien eingereichten Antrag auf Lieferung von Taurus-Marschflugkörpern an die Ukraine mehrheitlich ab, ebenso im März 2024.
Zum dritten Mal scheiterten CDU/CSU am 14./15. März 2024 mit einem Antrag auf Lieferung von Taurus-Marschflugkörpern an die Ukraine im deutschen Parlament. Während der Bundestagsdebatte warben einige Abgeordnete von CDU und CSU für den Antrag, dagegen sprachen sich Redner der SPD, des BSW, der AfD sowie der Linken gegen eine Lieferung der Marschflugkörper aus. SPD-Fraktionschef Mützenich unterstützte die Entscheidung von Bundeskanzler Scholz, keine Taurus-Waffen zu liefern, und regte an, darüber nachzudenken, „wie man einen Krieg einfrieren und später auch beenden kann.“ Von den 690 an der Abstimmung beteiligten Parlamentarier votierten 495 dagegen. Alle Fraktionen außer der CDU/CSU votierten gegen die Taurus-Lieferung. Nur 190 Abgeordnete waren dafür, dabei zählte die Unionsfraktion 197 Abgeordnete. Es gab fünf Enthaltungen. 48 Abgeordnete aus allen Fraktionen, Gruppen und Fraktionslosen gaben ihre Stimmen nicht ab.